# Minami-ku (Sagamihara)
Minami-ku (南区?) è uno dei tre quartieri amministrativi della città di Sagamihara, in Giappone.